# Nikola Dedović
Nikola Dedović (Belgrado, 25 de janeiro de 1992) é um jogador de polo aquático sérvio, campeão olímpico.

## Carreira
Dedović fez parte da equipe campeã olímpica pela Seleção Sérvia de Polo Aquático Masculino nos Jogos Olímpicos de Verão de 2020 em Tóquio, após derrotar a equipe grega por 13–10. Nos Jogos Olímpicos de Verão de 2024, em Paris, conquistou a medalha de ouro no torneio masculino do polo aquático, após vencer na final confronto contra a equipe croata por 13–11.